# 桜井宏 (政治家)
桜井 宏（さくらい ひろし、1956年（昭和31年）4月15日 - ）は、日本の政治家。元衆議院議員（1期）。

## 略歴
北海道出身。北海道札幌旭丘高等学校、北見工業大学工学部卒業、北海道大学大学院工学研究科修了後の1981年に大成建設入社。1986年4月、国立北見工業大学工学部教官に着任。コンクリート構造物の設計施工・維持管理の研究教育に従事。
2012年の第46回衆議院議員総選挙に自由民主党公認で三重3区から神道政治連盟の支援を受け出馬し、当時の副総理で元民主党代表の岡田克也に大差で敗れたが、自民党が大勝したため比例東海ブロックで比例復活し初当選を果たした。
2014年12月の第47回衆議院議員総選挙では告示直前に「北海道出身で北勢地方の地縁血縁でなく、地元に浸透していない」事を理由に、自民党三重県連からの要請で地元出身候補者に差し替える為、選挙区（三重3区）での立候補を取りやめ比例区にまわる事態となり、比例東海ブロック単独36位で立候補したが落選した。
2015年末には翌年の第24回参議院議員通常選挙に向けて自民党北海道連が行った北海道選挙区（定数3）の候補者公募に応募したが、柿木克弘道議に敗れた（参院選で柿木は落選）。

## 政策・主張
- 憲法改正に賛成[4]。
- 集団的自衛権の行使を禁じた政府の憲法解釈を見直すことに賛成[4]。
- 「原発54基を維持すべき」との立場をとる[5]。
- 自然エネルギー供給の早期実現を目指し、本人も2012年(平成24年)2月に特許「太陽光発電パネル装置」を発明取得。エネルギー資源の安全安心安定供給の必要性を訴え、その過程としての原子力規制委員会の新基準を満たした原発は再開すべきとしている[4]。
- 女性宮家の創設に反対[4]。
- 選択的夫婦別姓制度導入に反対[6]。
- 特定秘密保護法は日本に必要であるとしている[7]。
- 前自民党航空機産業推進議連幹事として国産MRJ等航空機産業振興に従事していた。

## 人物
- 座右の銘は「大志を抱きて、紳士たれ!」[8]。
- 原子力発電所を推進する「電力族」と朝日新聞に報じられた[9]。
- 原発とは縁が深く、新潟県の柏崎刈羽原子力発電所3号機の設計にも関わっている[5]。

## 学者としての研究実績
- 2014年（平成26年)10月に四日市伝統的工芸品の萬古焼のセラミックの特性を生かして、高吸水性材料の地元企業者である水谷泰治氏、笹岡秀太郎氏と研究開発を特許化。汚水洗処理に応用する計画であった。
- 2015年（平成27年）2月特許:放射能汚染水処理ブロック・処理方法等発明取得。
- 2015年（平成27年）に4月に国立大学法人三重大学特任教授となる。(非常勤)

## 主な所属団体・議員連盟
- 国際観光産業振興議員連盟
- 神道政治連盟国会議員懇談会
- 家族の絆特命委員会
- 公益社団法人土木学会
- 日本国際観光学会